# Wapen van Letland
Het wapen van Letland werd ontworpen toen Letland in 1918 een onafhankelijke staat werd en combineert symbolen van de Letse staat met de symboliek van de historische regio's die het huidige Letland vormen. De ontwerper is de kunstenaaren Vilhelms Krūmiņš en Rihards Zariņš.
Het wapen bestaat in drie varianten: het (grote) wapen, het kleine wapen en het kleine uitgebreide wapen. Het gebruik ervan is als volgt bepaald:
- het grote wapen wordt gebruikt door de Letse president, het parlement, de premier, de kabinetsleden, ministeries, het Hooggerechtshof, de openbaar aanklager en Letse diplomatieke en consulaire missies;
- het midden wapen wordt gebruikt door parlementaire diensten en diensten die onder direct of indirect toezicht van de ministeries staan;
- het kleine wapen wordt gebruikt door andere overheidsinstellingen, gemeenten en onderwijsinstellingen.

## Symboliek
Het centrale element in het wapen is het schild, dat op zichzelf (met de drie sterren) ook het kleine wapen vormt. Boven in het schild staat een zon als symbool van de Letse staat. Tijdens de Eerste Wereldoorlog droegen Letse soldaten in het Russische leger een zon op hun kleren. Deze zon had zeventien stralen, als verwijzing naar de zeventien districten van het land.
De drie sterren boven het wapenschild staan voor de drie historische regio's Lijfland, Letgallen en Koerland gecombineerd met Semgallen die het huidige Letland vormen.
De historische regio's worden ook door andere elementen in het wapen gesymboliseerd. De rode leeuw verscheen in 1569 in het wapen van het hertogdom Koerland en Semgallen; dit heraldische dier is in het schild opgenomen, maar is ook een schilddrager en vertegenwoordigt deze West-Letse streken. De Oost-Letse streken Vidzeme en Letgallen worden sinds 1566 (toen het gebied onder Litouwse controle kwam) gesymboliseerd door de legendarische gevleugelde griffioen, die ook zowel in als naast het schild staat.

## Ontwerp
De kleuren zijn als volgt gespecificeerd:
|         | Rood          | Groen          | Blauw         | Goud          | Zilver                | Zwart        |
| ------- | ------------- | -------------- | ------------- | ------------- | --------------------- | ------------ |
| Pantone | 186 C         | 341 C          | 286 C         | 873 C / 131 C | 877 C / Cool Grey 4 C | Black C      |
| CMYK    | 0, 100, 81, 4 | 100, 0, 67, 29 | 100, 66, 0, 2 | 0, 32, 100, 9 | 0, 0, 0, 27           | 0, 0, 0, 100 |
| RGB     | 204, 32, 48   | 0, 124, 90     | 19, 73, 145   | 211, 142, 0   | 195, 196, 198         | 0, 0, 0, 0   |

## Geschiedenis

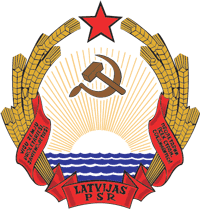
Wapen van de Letse SSR

Het wapen werd zoals vermeld in 1918 aangenomen en is tot de annexatie door de Sovjet-Unie het officiële Letse wapen gebleven. In de periode dat Letland tot de Sovjet-Unie behoorde als de Letse SSR (1940-1990) werd een ander wapen gebruikt, gemodelleerd naar Sovjet-symboliek. Dit wapen toonde een gestileerde weergave van een zonsondergang boven de Oostzee en verder de communistische symbolen van het graan, de hamer en sikkel, de rode ster en het Sovjet-motto "Proletariërs aller landen, verenigt U!" in het Lets (links) en Russisch. Onderin staat de naam van de deelrepubliek in het Lets: Latvijas PSR. In 1990 werd het wapen uit 1940 afgeschaft en dat uit 1918 weer in gebruik genomen.